# Pat E. Johnson
Pat E. Johnson (Niagara Falls (New York), 1939 – Los Angeles, 5 november 2023) was een beoefenaar van de vechtkunst Tang Soo Do met de negende dan (zwarte band). Hij was de voorzitter van de National Tang Soo Do Congress, dat de eerste keer in 1973 door Chuck Norris was opgericht, later ontbonden werd en - nadat de twee onenigheid hadden gekregen - in 1986 opnieuw werd opgericht door Johnson.
Johnson is vooral bekend voor zijn vechtkunst-choreografie in de films The Karate Kid, The Karate Kid Part II en The Karate Kid Part III, waarin hij ook de rol van scheidsrechter speelde in het All Valley karatetoernooi. Hij is daarnaast als choreograaf, stuntcoördinator en acteur betrokken geweest bij vele andere films, zoals Enter the Dragon, Teenage Mutant Ninja Turtles, Mortal Kombat, Green Street Hooligans, Punisher: War Zone. In 1995 werd hij door Black Belt Magazine uitgeroepen tot instructeur van het jaar.

## Biografie
Johnson werd geboren in 1939 in Niagara Falls. Hij groeide op in een arm gezin, nadat hij in de steek gelaten was door zijn vader. Tijdens zijn ruwe jeugd groeide hij uit tot een ware vechtjas.
In 1963 begon Johnson te trainen in de vechtkunst Tang Soo Do toen hij gestationeerd was in Zuid-Korea als parochievicaris in het Amerikaanse leger. Onder begeleiding van de Koreaanse meester Kang Do Hee behaalde Johnson zijn zwarte band in slechts dertien maanden.
Na zijn militaire dienst kwam hij onder de invloed te staan van Tang Soo Do-instructeur Chuck Norris. In 1968 werd Johnson hoofdinstructeur op Norris' school in Sherman Oaks te Californië. In datzelfde jaar formuleerde hij het strafpuntensysteem, dat tegenwoordig gebruikt wordt op karatetoernooien.
Van 1968 tot 1973 was Johnson groepsleider van het ongeslagen zwarte-band-competitieteam van Chuck Norris, dat opeenvolgend 33 nationale en internationale titels won. In 1971 werd hij de nationale Tang Soo Do-kampioen. In zowel 1975 en 1976 werd Johnson de prestigieuze Golden Fist Award toegekend als beste karatescheidsrechter in de Verenigde Staten.
In 1973 richtte Norris het National Tang Soo Do Congress (NTC) op, waarbij hij Johnson benoemde als vicevoorzitter en instructiehoofd. In 1979 ontbond Norris de NTC en richtte de United Fighting Arts Federation (UFAF) op, waarbij Johnson tot uitvoerend vicevoorzitter werd benoemd.
In 1980 had Johnson een kleine bijrol in de speelfilm The Little Dragons (later bekend als The Karate Kids U.S.A.). In de film speelde hij de karateleraar van twee jonge broers (gespeeld door Chris en Pat Petersen), die hun vechtkunsten gebruikten om een ontvoering te verijdelen.
In 1986 werd Johnson gepromoveerd tot negende dan zwarte band door Chuck Norris. In datzelfde jaar kreeg hij een meningsverschil met Norris, waarna hij uiteindelijk de UFAF verliet en besloot de NTC weer opnieuw op te richten. Hij werd voorzitter van de NTC.
Johnson overleed op 84-jarige leeftijd.

## Prestaties
- 1963 - Begon training in Tang Soo Do in Zuid-Korea onder meester Kang Do Hee.
- 1965 - Ontving eerste graad zwarte band in Tang Soo Do van de Moo Duk Kwan-school.
- 1968 - Begon training onder Chuck Norris en werd hoofdinstructeur van de Chuck Norris Karate Studios.
- 1968 - Formuleerde het strafpuntensysteem, dat vandaag de dag gebruikt wordt op karatetoernooien.
- 1968–1973 - Diende als groepsleider van het Chuck Norris Black Belt Competition Team, dat achtereenvolgens 33 nationale en internationale titels won.
- 1971 - Werd nationale Tang Soo Do-kampioen.
- 1973 - Werd door Chuck Norris benoemd als vicepresident van het National Tang Soo Do Congress.
- 1975–1976 - Won de Golden Fist Award voor de beste karatescheidsrechter van de Verenigde Staten.
- 1980 - Benoemd tot uitvoerend vicepresident van de United Fighting Arts Federation.
- 1984 - Diende als stuntcoördinator voor de film The Karate Kid.
- 1986 - Beloond met een zwarte band negende graad door Chuck Norris.
- 1986 - Verliet de UFAF en richtte het National Tang Soo Do Congress opnieuw op.
- 1989 - Diende als stuntcoördinator voor Teenage Mutant Ninja Turtles.
- 1993 - Ingehuldigd in de North American Sport Karate Association (NASKA) Hall of Fame.
- 1995 - Diende als stuntcoördinator voor Mortal Kombat.
- 1996 - Ingehuldigd in Black Belt Magazines Black Belt Hall of Fame als instructeur van het jaar.

- Biblioteca Nacional de España: XX4611881
- Virtual International Authority File: 162981087
- WorldCat: E39PBJy4gdTYD4fJHhQGgYT8md